# 華盛頓州立大學
華盛頓州立大學（英文：、簡稱）是美国华盛顿州资助办理的一所研究型大学，也是該州的贈地大學，最初为农学院。主校区位於華盛頓州東部的普爾曼，而在斯波坎、埃弗里特、三城和温哥华也設有分校。

## 歷史
華盛頓州立大學的前身是华盛顿州农业学院、实验站和科学学院（Agricultural College, Experiment Station and School of Science of the State of Washington），1890年3月28日建立，並在1892年1月13日正式開始授課。作為贈地大學，美國聯邦政府及華盛頓州州政府於美國西北部撥出769平方公里（19萬公頃）的土地給大學作為農業及科學的研究。
1893年，在校長拜仁的推動下，大學開始提供文科的課程。翌年，大學在華盛頓州西部的皮阿拉普開始了其第一個的農業實驗，此後大學在華盛頓州的地位開始被確立，大學的辦公室和研究所也開始遍佈整個州。
1905年，該校改名為华盛顿州立學院（State College of Washington）。1959年正式改名成為華盛頓州立大學。1989年華盛頓州立大學在在斯波坎、三城和温哥华開設分校。
現時的竞争对手是鄰近的爱达荷大学和西雅圖华盛顿大学。

## 校園

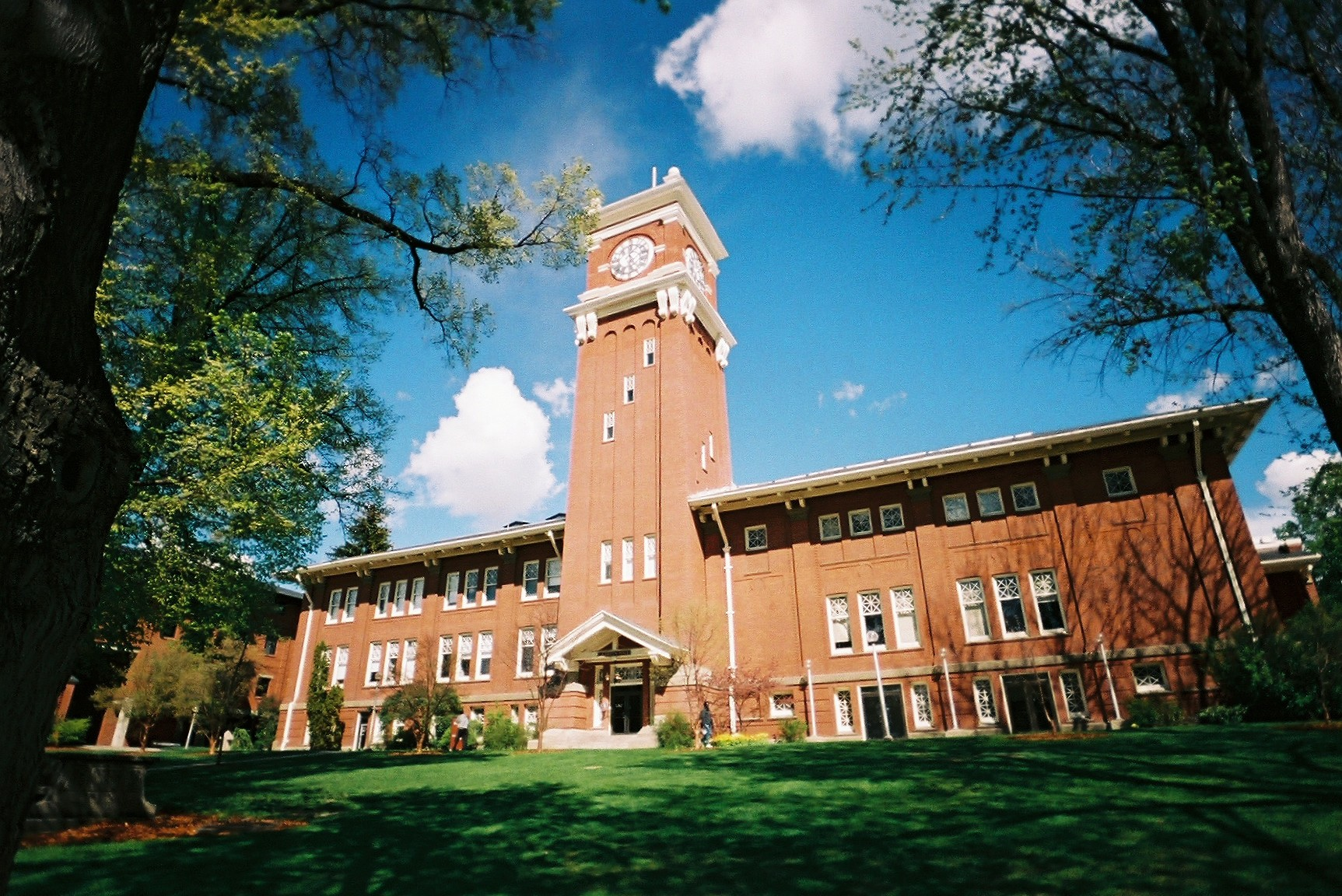
拜仁樓

華盛頓州立大學位於普爾曼的主校園佔地2.5平方公里（620公頃），依山而建，距離愛達荷州的莫斯科只有7英哩。校園的中心地帶為格蘭·泰利爾友誼林蔭大道，學生一般稱之為「大道」，這條大道是以於1967年至1985年在位的校長格蘭·泰利爾命名，大學的圖書館、學生會大樓及幾座教學大樓都位於大道的兩旁，而學校的活動也會在這裡舉行。
校園內的主要建築物都是要紅色的磚為外牆，這是因為在校園內的第一座建築物為紅磚的建築，自此以後所有的建築的仿傚類似的風格。在19世紀末，校園建築物風格是當年流行的實用風格，充分反映建議作為教室及實驗室的用途，及至20世紀，建築物開始加入不同復古主義的元素，例如大量的古典裝飾。到了現在，建築物的設計已經十分現代化，但仍然保留著紅磚外牆的傳統。

## 體育運動

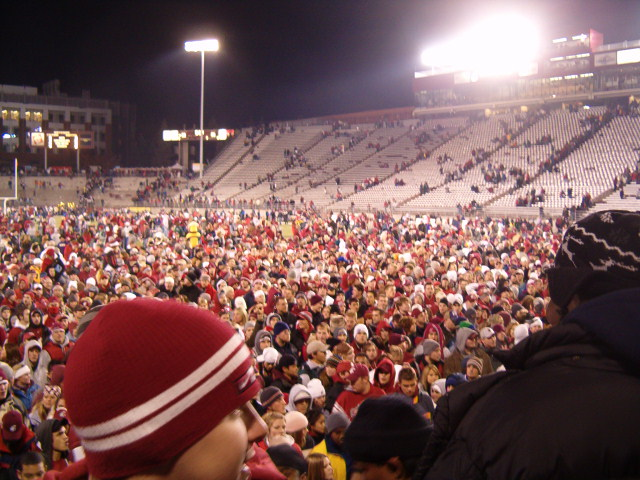
華盛頓州美洲獅慶祝蘋果盃勝利

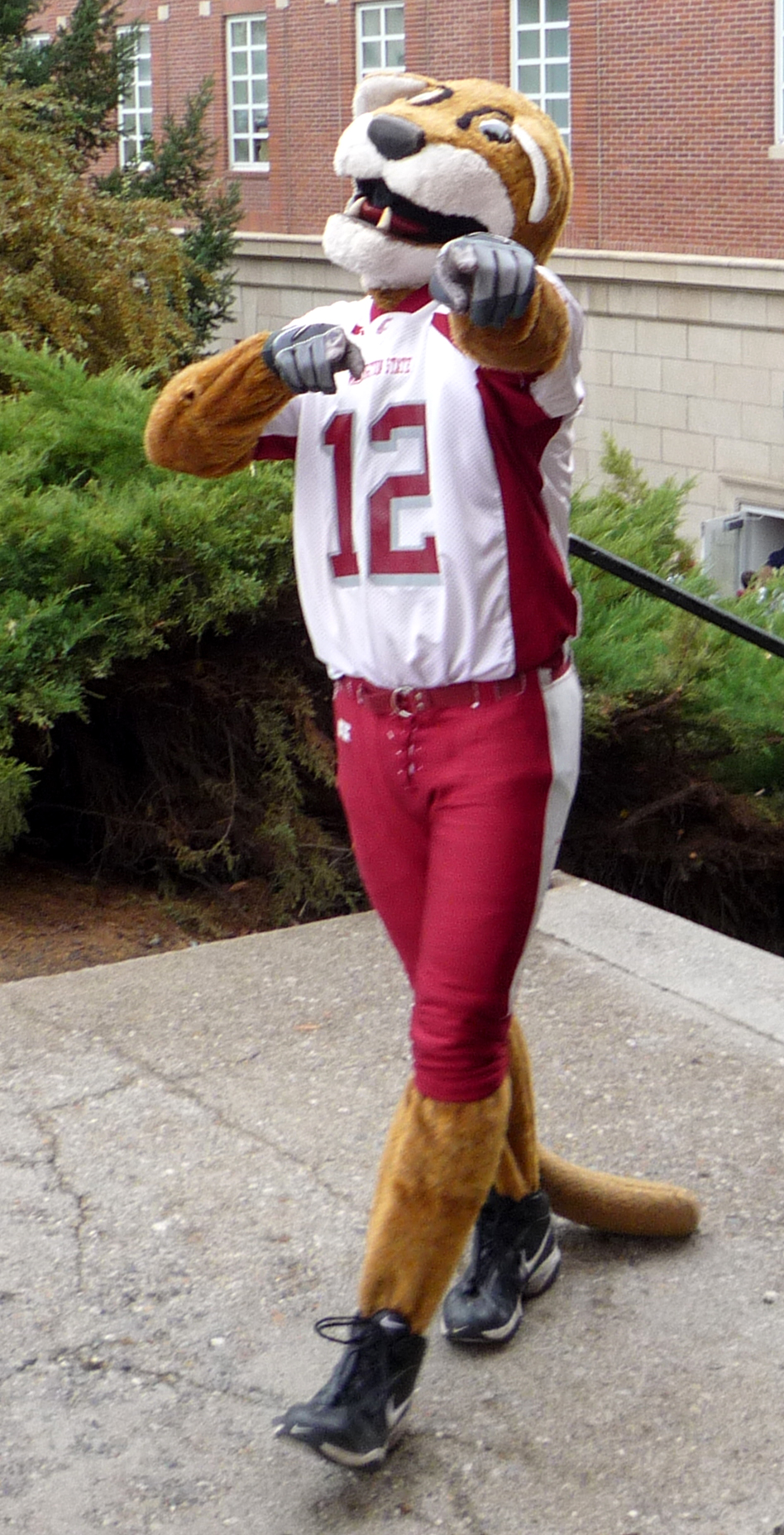
吉祥物: (Butch T. Cougar)

華盛頓州立大學是太平洋十大學聯會的成員之一，體育運動的吉祥物是美洲獅，故華盛頓州立大學的學生一般被稱為「華盛頓州美洲獅」，而代表顏色是深紅色和灰色，參與的運動包括美式足球、棒球、籃球、高爾夫球、田徑和女子排球等，其中以美式足球最受注目。華盛頓州立大學在美式足球上的最大對手是西雅圖華盛頓大學的「華盛頓愛斯基摩犬」，每年在感恩節前的星期六就會舉行「蘋果盃」一決高下。

## 學校排名
- 根據2021年的美國新聞與世界報導，華盛頓州立大學為美國全國性第一級的大學，排名第176。

- 2021年，華盛頓州立大學被華盛頓月刊列為美國國內第48名的研究型大學。

## 著名校友
- 盖瑞·拉尔森：漫画家
- 愛德華·默羅：广播先驱
- 舍曼·亚历克西：作家
- 保罗·艾伦：微软的创立者之一
- 菲力普·艾貝爾森：物理學家。在華盛頓州立大學主修物理與化學，後於柏克萊加州大學獲得核子物理博士
- 派蒂·莫瑞：政治人物
- 蒂莫西·利里：美國著名心理學家、作家
- 道夫·龍格爾：瑞典演員、導演、武術家
- 王作荣：经济学家与政治人物
- 克雷·湯普森:NBA美國職籃球星，現效力於达拉斯独行侠队 (Dallas Mavricks)，2016年夏季奧林匹克運動會代表美國參與籃球比賽奪得金牌
- 歐文·羅斯:美國生物化學家。由於發現了泛素調解的蛋白質降解，與阿龍·切哈諾沃、阿夫拉姆·赫什科一起獲得了2004年諾貝爾化學獎